# Béla Barényi

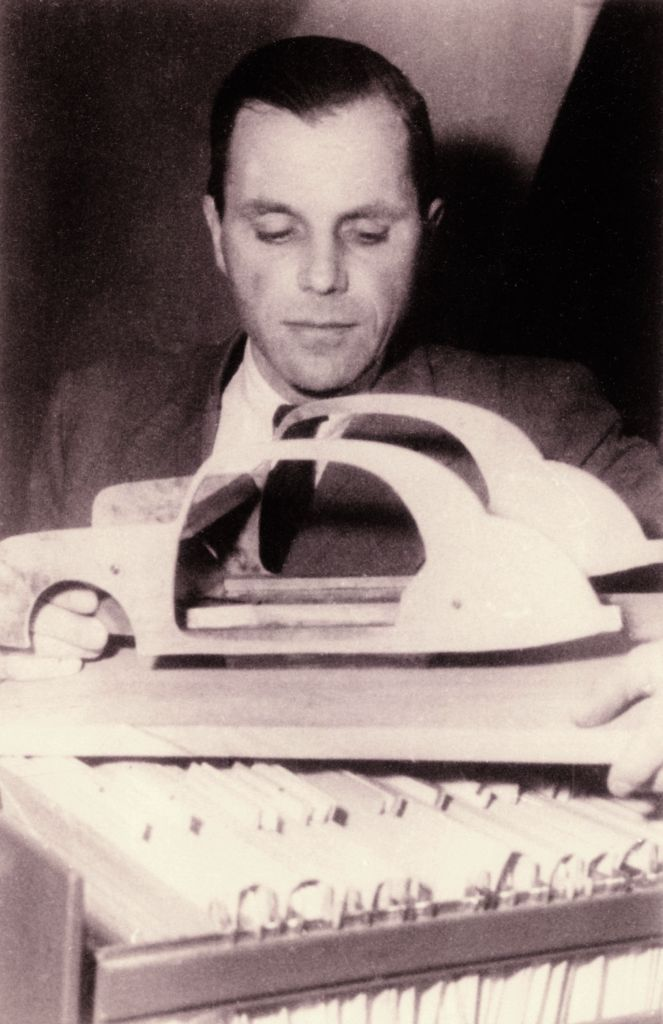
Béla Barényi

Béla Barényi (Hirtenberg, 1 maart 1907 – Sindelfingen, 5 mei 1997) was een Oostenrijkse auto-ontwerper. Hij is de grondlegger van de passieve veiligheid, en bedacht onder andere de kreukelzone, waarvoor hij in 1952 een patent verwierf. Hij behoort tot de Oostenrijkse school van auto-ontwerpers.
Barényi werd geboren te Hirtenberg in Oostenrijk-Hongarije. Zijn vader was kolonel in het Oostenrijks-Hongaarse leger, en zijn moeder stamde uit een van de rijkste fabrikantenfamilies van Oostenrijk. Als kind kreeg Barényi een ontsteking aan zijn heup, waardoor hij de rest van zijn leven een stijf been had. Dit bracht hem ertoe veel te lezen als vrijetijdsbesteding. In 1920 koos het gezin de Tsjechoslowaakse nationaliteit.
Barényi volgde een privé-opleiding voor machinebouw en elektrotechniek in Wenen, en studeerde af op de scriptie "Kommender Volkswagen mit optimaler Triebwerkskombination" (toekomstige volksauto met optimale aandrijving). Vervolgens werkte hij bij Austria-Fiat; daarna bij Steyr, waar hij de carrosserie-ontwerper Erwin Komenda leerde kennen, en Ferdinand Porsche die in 1929 bij Steyr technisch directeur werd; bij Adler; en in Berlijn voor de Gesellschaft für Technischen Fortschritt. Van 1939 tot zijn pensioen in 1972 werkte Barényi voor Daimler-Benz in Sindelfingen. Hij begon als hoofd van de veiligheidsafdeling, die toen uit vier werknemers bestond en gehuisvest was in een houten barak van 100 vierkante meter. Vanaf 1965 was hij hoofdingenieur. Hij werkte onder meer samen met Bruno Sacco.
Barényi hield zich vooral met het veiliger maken van autorijden bezig, en wordt beschouwd als de grondlegger van de passieve veiligheid. Hij is uitvinder van uit moderne auto's niet meer weg te denken onderdelen als bescherming tegen botsingen van opzij; de kreukelzone; de ruitenwisser die uit het zicht verdwijnt als hij niet in werking is; de bij een botsing inklappende stuurstang; de veiligheidsgordel; de veiligheidskooi; en het veiligheidsstuurwiel.
Voor Daimler-Benz ontwierp hij onder andere de Mercedes W111; de eerste in serie geproduceerde auto met kreukelzônes voor en achter. Voor het idee van de kreukelzône verwierf Barényi in 1952 een patent. In totaal verwierf hij meer dan 2500 patenten op diverse gebieden, waaronder auto's, schepen, en vliegtuigen. In 1985 werd ter ere van Barényi een plaquette onthuld aan het raadhuis van Hirtenberg; in 1988 werd hem de titel "professor" verleend en ontving hij de cultuurprijs van de stad Baden, en in september 1994 werd Barényi opgenomen in de Automotive Hall of Fame in Detroit; het hoogst haalbare eerbewijs voor een autoconstructeur. In Sindelfingen is een straat naar hem genoemd.
Barényi overleed op 90-jarige leeftijd te Sindelfingen.

## Volkswagen Kever
Barényi ontwierp in 1925 een kleine auto voor vier personen. Volgens sommige bronnen zou hij de ontwerpen tussen 1925 en 1932 aan Ferdinand Porsche hebben laten zien. In 1934 werden de ontwerpen van Barényi zonder diens toestemming afgedrukt in het Franse autotijdschriftt Omnia. Toen vlak voor de Tweede Wereldoorlog de KdF-Wagen verscheen, leek deze sterk op de ontwerpen van Barényi. Toch wordt Barényi in de geschiedenis van de Volkswagen Kever zelden genoemd. Als er al sprake is van plagiaat, wordt meestal gewezen op de overeenkomsten tussen het ontwerp van Porsche en een prototype van Hans Ledwinka voor Tatra. Er bestaat nog steeds twijfel over de claim dat Barényi de originele bedenker was van het concept van de Kever. Erwin Komenda wordt ook genoemd als bedenker van het concept.
In 1951 publiceerde de Duitse schrijver Horst Mönnich zijn industrieroman Die Autostadt over de geschiedenis van Volkswagen. In zijn boek noemde hij Ferdinand Porsche de uitvinder van de Volkswagen Kever. Barényi spande een proces aan. De patentafdeling van de rechtbank te Karlsruhe oordeelde in oktober 1955 dat het concept en de belangrijkste onderdelen van de Volkswagen Kever niet door Porsche maar door Barényi waren bedacht. Mönnich moest de passages die Barényi betroffen in de volgende drukken van zijn boek weglaten. Barényi vroeg slechts één Duitse Mark schadevergoeding.